# Vườn quốc gia Yendegaia
Vườn quốc gia Yendegaia nằm ở tỉnh Tierra del Fuego, trong Magellan và Địa Cực, Chile. Nó có diện tích 150.612 ha (372.170 mẫu Anh) của đồi núi và rừng mưa ôn đới Valdivian, tiếp giáp với Vườn quốc gia Alberto de Agostini và Tierra del Fuego.
Vườn quốc gia Yendegaia là kết quả của sự hợp tác công-tư giữa Chính phủ Chile và tổ chức Yendegaia, một chi nhánh của các dự án bảo tồn của Douglas và Kris Tompkins. Nó bắt đầu được hình thành lần đầu tiên vào năm 2011 và là một trong nhiều dự án mở ra để kỷ niệm ngày Quốc khánh của Chile. Nó được tạo thành từ 111.832 ha (276.340 mẫu Anh) đất công và 38.780 ha (95.800 mẫu Anh) đất tư nhân Yendegaia. Vị trí của Yendegaia nằm trên biên giới với Argentina, tiếp giáp với Vườn quốc gia Tierra del Fuego cho phép thành lập một Công viên quốc tế hoặc một Công viên Hòa bình.

## Địa lý
Vườn quốc gia nằm ở phía nam của sông Azopardo, trải dài từ dãy núi Darwin đến biên giới Argentina và từ kênh Beagle tới Hồ Fagnago. Yendegaia tạo ra một hành lang sinh thái liên tiếp từ Vườn quốc gia Alberto de Agostini của Chile tới Tierra del Fuego tại Argentina. Cảnh quan nơi đây bao gồm núi, sông băng, hồ, kênh tự nhiên, sông và vịnh hẹp.

## Động thực vật

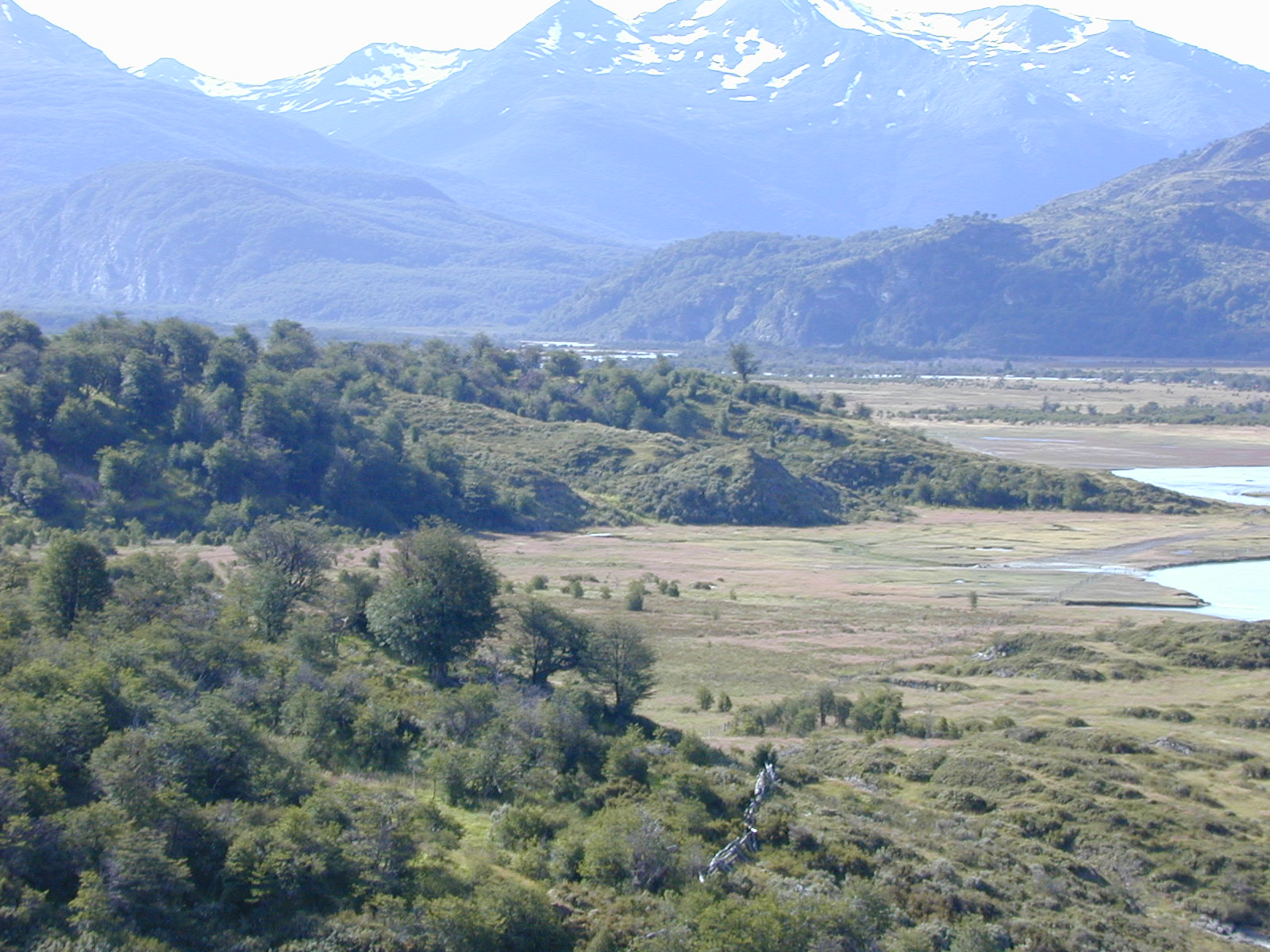
Thung lũng Yendegaia.

Vườn quốc gia này được thành lập để bảo vệ tiểu khu rừng sồi Nam Cực còn lại cuối cùng, một trong những dấu tích còn lại lớn nhất của siêu lục địa phía nam địa cầu Gondwana có niên đại 180 triệu năm trước. Các loài khác có thể được tìm thấy trong vườn quốc gia bao gồm sồi Lenga (Nothofagus pumilio), Canelo (Drimys winteri) và Coigüe (Nothofagus dombeyi). Khu vực này cung cấp một môi trường sống quan trọng cho ba loài có nguy cơ tuyệt chủng là Lửng cáo Nam Mỹ, rái cá sông, và những con Ngỗng đầu hồng) cùng một loạt các loài động thực vật bản địa, trong đó có 128 loài thực vật có mạch và 49 loài chim.